# Горњи ганглион живца лутаоца
Горњи ганглион живца лутаоца (лат. ganglion superius nervi vagi) је један од два ганглиона придодата сензитивном делу овог живца. Налази се у висини југуларног отвора, кога граде слепоочна и потиљачна кост. Сивкасте је боје и има сферни облик дијаметра око 4 mm.
Из псеудоуниполарних ћелија ганглиона полазе нервна влакна која граде сензитивни део вагуса, а која се завршавају у сензитивним једрима продужене мождине (лат. nucleus solitarius et nucleus spinalis nervi trigeminalis).
Овај ганглион је преко једног или два филамента повезан и са помоћним живцем.